# Kingsley Onuegbu
Kingsley Onuegbu (Kaduna, 5 marzo 1986) è un calciatore nigeriano, attaccante svincolato.

## Carriera
Ha giocato nella seconda divisione tedesca e nella prima divisione cipriota.

## Palmarès

### Club

#### Competizioni nazionali
- 3. Liga: 1

Duisburg: 2016-2017